# Viktor Strandfält
Viktor Strandfält, född 21 april 1887 i Föglö, död 11 augusti 1962 i Mariehamn, var en åländsk folkskollärare och ämbetsman. 
Strandfält avlade folkskollärarexamen 1910 och var verksam som lärare i Sanda i hemsocknen Föglö 1910–1938. Han invaldes i det första åländska landstinget 1922 samt tillhörde parlamentet fram till 1938, de tre sista åren som vice talman. Han verkade som lantråd, åländsk "regeringschef", 1938–1954 och försvarade envetet den självstyrelsepolitiska linje som dragits upp av Julius Sundblom. 